# دیوید جانسون (شناگر)
دیوید جانسون (به انگلیسی: David Johnson) (زادهٔ ۲۰ فوریهٔ ۱۹۴۷) شناگر اهل ایالات متحده آمریکا است.